# Messalo
Der Messalo ist ein Fluss in Mosambik.

## Verlauf
Der Fluss entspringt im Distrikt Maúa und durchquert den Distrikt Marrupa in der Provinz Niassa. Er fließt in die Provinz Cabo Delgado, wo er die Grenze der Distrikte Balama und Montepuez bildet. Der Messalo mündet knapp 40 km südlich von Mocímboa da Praia in einem Mangroven-Delta in den Indischen Ozean.
Das Einzugsgebiet des Messalo nimmt einen großen Teil der Provinz Cabo Delgado und einen Teil der Provinz Niassa ein. Es hat eine Gesamtfläche von 24.437 km². 